# Horowupotana Division
Horowupotana Division är en division i Sri Lanka.   Den ligger i provinsen Norra Centralprovinsen, i den norra delen av landet, 210 km nordost om huvudstaden Colombo.